# Friedrich Stromeyer
Friedrich Stromeyer, född 2 augusti 1776 i Göttingen, död 18 augusti 1835, var en tysk kemist.
Stromeyer studerade först botanik, senare kemi, i vilket ämne han främst utbildade sig hos Louis Nicolas Vauquelin. År 1806 blev han professor i kemi och farmaci i Göttingen, i vilken befattning han förblev till sin död. Han var en utmärkt analytisk kemist, som uträttade betydligt på den kvantitativa analysens område. Han upptäckte metallen kadmium.